# كودينغتون (باكينجهامشير)
كودينغتون (بالإنجليزية: Cuddington, Buckinghamshire)‏ هي قرية وأبرشية مدنية تقع في المملكة المتحدة في إنجلترا. يقدر عدد سكانها بـ 569 نسمة .